# Teoria finalista da ação
Teoria finalista da ação é uma teoria de Direito Penal que estuda o crime como atividade humana. Como principal nome e considerado criador pode-se citar o alemão Hans Welzel, que a formulou na Alemanha na Década de 1930 .

## A teoria
A teoria finalista da ação contrapõe-se à teoria causalista da ação, também chamada  teoria causal  ou teoria clássica da ação. A principal diferença repousa no fato de que a teoria causalista considera que, para que uma conduta configure uma infração penal, basta que preencha os requisitos a seguir, em ordem de importância: 
- a conduta do agente
- o nexo causal
- o resultado
- tipicidade da conduta
- a ilicitude
- a culpabilidade
- a imputabilidade do agente
- a exigibilidade de conduta diversa
- o dolo ou a culpa.

Segundo essa teoria, deve-se analisar todos os elementos anteriormente citados, ficando por último aquilo que é menos importante: verificar  se o agente agiu com dolo ou culpa. Isto ocorreu pois Liszt, autor da teoria causal da ação, queria dar cientificidade à sua teoria, e o dolo é subjetivo, intrínseco a consciência do agente que praticou a conduta, e não se tem como provar qual foi o pensamento do agente no momento em que praticou a conduta. Ela se fixa no resultado, o qual gera necessariamente uma responsabilização.
Segundo a teoria finalista da ação, a infração penal só se constitui com conduta tipificada, antijurídica e culpável. A culpabilidade é pressuposto elementar sem o qual não se configura a infração , como na teoria causal, a única diferença é que na teoria finalista da ação considera-se inicialmente a consciência do agente, o que ele pensou no momento de praticar a conduta, se houve ou não intenção, e na teoria causal considera-se isto em última análise, pois não há como provar o pensamento do agente, e isto efetivamente diminui o caráter científico da Teoria. A conduta é composta de ação/omissão somada ao Dolo perseguido pelo autor, ou à culpa em que ele tenha incorrido por não observar dever objetivo de cuidado. Antes da proposição dessa teoria, a Teoria Clássica, adotada até a reforma do Código Penal de 1984 no Brasil, considerava elementos da conduta apenas a ação/omissão e o resultado.
A grande novidade que a teoria finalista da ação de Welzel trouxe para o Direito Penal foi a existência de duas tipicidades: a objetiva e a subjetiva. A intenção do agente, sua motivação subjetiva, foi enumerada por Welzel como fase interna da conduta. Interna pois é estruturada no âmbito da mente do ser humano, na sua razão. Assim, após a teoria finalista da ação, passou-se a analisar um crime tanto subjetivamente em seus motivos quanto objetivamente em seus fatos, sendo visto como um todo unitário tanto a fase interna quanto externa.
Graças à teoria finalista da ação, um crime pode ser objetivamente típico e subjetivamente atípico, como no caso do erro de tipo. Outro desdobramento da teoria finalista é que, caso haja um Erro sobre a pessoa, quando se objetivou praticar a infração contra determinada pessoa, mas se atingiu a terceiro diverso do pretendido. Obedecendo à teoria finalista, ele deve ser punido pelo crime objetivado subjetivamente. Ainda é possível que a conduta seja subjetivamente típica mas objetivamente atípica, como no caso do crime impossível .
Por fim, a teoria finalista da ação, permite a análise dos  elementos essenciais da culpabilidade, sem os quais não se configura a culpabilidade, tampouco a infração penal, ficando o agente isento de punição :  
- imputabilidade
- potencial conhecimento da ilicitude
- exigibilidade de conduta diversa,

No que toca aos crimes culposos a teoria finalista aplica-se integralmente. No caso, por exemplo, de alguém que dirige em excesso de velocidade e, em consequência, atropela e mata uma criança, não se analisa apenas se houve o fato típico (matar alguém), e se foi ilícito (a lei declara como crime matar alguém). Verificam-se as motivações e objetivos subjetivos do agente, questionando-se, por exemplo, se o resultado foi quisto, ou qual era a finalidade do agente ao praticar a conduta.
A coação física, desde que absoluta (irresistível), elimina o próprio movimento corpóreo, e não a vontade. Esta só pode ser atingida pela coação moral. Assim, sendo absoluta a coação moral, de tal forma se encontra viciada a vontade que determina o movimento corpóreo, que se afirma a exclusão da ação, pela anulação da vontade; sem vontade, não há ação.